# Jera On Air
Jera On Air is een muziekfestival dat jaarlijks in juni gehouden wordt in Ysselsteyn in Noord-Limburg. Het festival is ontstaan bij jongerencentrum Jera '70 in Ysselsteyn. De naam 'Jera' is afkomstig van de afkorting van het woord jeugdraad en 1970 was het jaar dat de jongerenvereniging werd opgericht.

## Geschiedenis
Het festival vond voor het eerst plaats in 1992. Tijdens de kermis van dat jaar werd een platte kar op de oprit van het jongerencentrum geplaatst en daar traden een aantal bands op. De naam werd in eerste instantie Jera Open Air. 
In de beginjaren waren het vooral lokale bands en coverbands die het podium betraden. Gaandeweg werd het festival groter en werden er ook meer bekendere bands geboekt. In 2000 kon het festival geen doorgang vinden omdat er bepaald was dat wegens het EK voetbal dat dat jaar in België en Nederland werd georganiseerd er geen grote activiteiten mochten plaatsvinden. Vanaf die tijd verplaatste het festival qua datum van de kermis naar Hemelvaartsdag en werd het evenement omgedoopt naar Jera On Air. 
Vanaf 2013 werd het een tweedaags festival en, sinds 2017 duurt het festival drie dagen. In 2017 ontving het festival de Jan Smeets-award.
Het uitverkochte festival werd in 2018 bezocht door mensen uit 40 verschillende landen, dit was bijna een verdubbeling ten opzichte van het jaar daarvoor. Eind van dat jaar werden er 20 nieuwe bands aan het programma voor 2019 toegevoegd. In februari 2019 werd bekendgemaakt dat de band Architects zijn optreden tijdens die jaargang van het festival had afgezegd in verband met ontevredenheid over de festivalposter. Architects was niet blij met de grootte van de bandnaam op de poster.
De edities van 2020 en 2021 konden geen doorgang vinden in verband met de maatregelen omtrent de coronapandemie. De 28ste editie, die voor 2020 gepland stond, werd daardoor uitgesteld tot 2022. De kaarten die voor 2020 en 2021 waren gekocht waren nog steeds geldig in 2022. De organisatie zegde toe om de editie van 2022 "extra groot" te maken. De line up van deze editie werd door de website Festileaks verkozen tot de op een na beste van 2022, achter het Spaanse Primavera Sound. In 2024 werd het festival uitgebreid naar vier dagen en werd ook de capaciteit vergroot. In dat jaar trok het festival een recordaantal bezoekers: elke dag tussen de 9.000 en 15.000 bezoekers.

## Edities
Er stonden diverse bekende artiesten op het festival.
200124 mei: Heideroosjes, Clover, Day After Day, The Undeclinables, Trade Mark
20029 mei: Action in DC, 16Down, Riverflow, The Dollybirds
200329 mei: Peter Pan Speedrock, Osdorp Posse, Green Lizard, Dreadlock Pussy
200420 mei: Heideroosjes, In Extremo, Intwine, Gazzoleen
20056 mei: Peter Pan Speedrock, Beef, Beatbusters
200625 mei: Osdorp Posse, Green Lizard, Pater Moeskroen, Feuerengel, Hoover
200717 mei: Heideroosjes, Mad Caddies, Dog Eat Dog
20081 mei: Madball, Agnostic Front, Textures,Aux Raus, Strike Anywhere
200921 mei: Heideroosjes, Anti-Flag, Backfire, Osdorp Posse, Def P & Beatbusters
201013 mei: Born from Pain, Destine, Band Zonder Banaan, Kontrust, This is a Standoff, Jaya The Cat, No Turning Back
20112 juni: Peter Pan Speedrock, Kensington, Silverstein, Fiction Plane
201216-17 mei: Heideroosjes, Lostprophets, The Charm The Fury
20137-8 juni: Parkway Drive, A Day to Remember, John Coffey, Funeral for a Friend, Backfire, Asking Alexandria
201413-14 juni: Dropkick Murphys, Hatebreed, Zebrahead, Born from Pain, Architects, Of Mice & Men, The Black Dahlia Murder
201519-20 juni: Enter Shikari, A Day to Remember, Millencolin, All Time Low, Terror, Lagwagon, Destine
201624-25 juni: Pennywise, Sick of It All, Zebrahead, John Coffey
201722-23-24 juni: Me First and the Gimme Gimmes, Madball, The Dillinger Escape Plan, Comeback Kid, The Black Dahlia Murder, Of Mice & Men, Napalm Death, Suicidal Tendencies, Architects
201828-29-30 juni: Billy Talent, NOFX, Enter Shikari, Less Than Jake, Anti-Flag, Born from Pain, Sick of It All, Dog Eat Dog, Terror
201927-28-29 juni: Heideroosjes, Parkway Drive, Ignite, Hatebreed, Sum 41, Terror, Converge, The Interrupters, Agnostic Front, No Fun At All, BillyBio, Comeback Kid
202223-24-25 juni: The Hives, Life of Agony, Madball, Suicidal Tendencies, Hang Youth, The Offspring, Beartooth, Ignite, Anti-Flag, Clowns, Crossfaith, Silverstein, Rise Against, Bad Religion, Bullet for My Valentine, Comeback Kid, Terror, Good Riddance, No Fun At All, Oceans Ate Alaska, Blood Youth, Frank Carter & The Rattlesnakes, For I Am King, Imminence, One Step Closer, Our Hollow Our Home, Tusky, Year Of The Knive.
202322-23-24 juni: Parkway Drive, Rancid, The Ghost Inside, Meshuggah, Hollywood Undead, Fever 333, Hatebreed, Motionless in White, The Amity Affliction, Sick Of It All, Any Given Day, Attila, C4, Distant, Employed To Serve, H2O, Kublai Khan TX, Landmvrks, Loathe, Lorna Shore, Malevolence, No Pressure, Pain of Truth, Paleface swiss, Random Hand, Restraining Order, Rise Of the Northstar, Speed, Stray from the Path, Sunami, The Flatliners, The Menzingers en Zulu.
2024
27 juni: Electric Callboy, Bad Religion, Body Count & Ice-T, Authority Zero, Madball
28 juni: Dropkick Murphys, Ice Nine Kills, Of Mice & Men, Simple Plan, Suicidal Tendencies, Sum 41, Brutus
29 juni: Architects, Biohazard, Bane, Bury Tomorrow, Frank Carter & The Rattlesnakes, Thy Art is Murder, While she sleeps, ERRA, Comeback Kid
30 juni: The Prodigy, Enter Shikari, Lionheart, Me First and the Gimme Gimmes, Amenra, Deez Nuts, Make Them Suffer, The Acacia Strain, Orgel Joke